# Xã Montezuma, Quận Pike, Illinois
Xã Montezuma (tiếng Anh: Montezuma Township) là một xã thuộc quận Pike, tiểu bang Illinois, Hoa Kỳ. Năm 2010, dân số của xã này là 540 người.